# Bronzefirnispapier

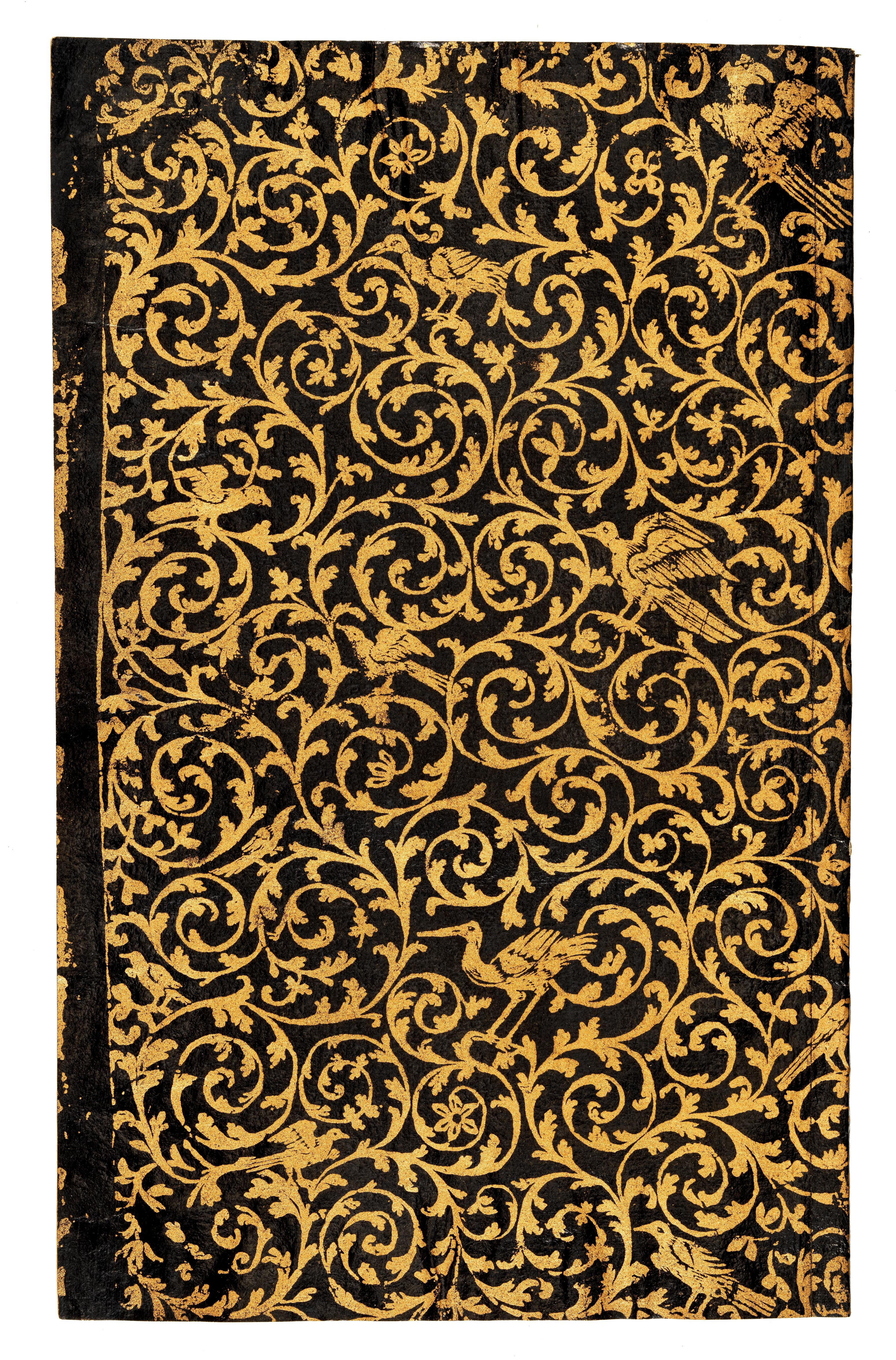
Einbandmotiv „Gefiederte Freunde“, erstes Viertel des 18. Jahrhunderts;
Staatsbibliothek Bamberg

Bronzefirnispapiere sind eine spezielle Form unter den Buntpapieren. Sie wurden erstmals um 1680 von dem in Augsburg tätigen Formschneider Jakob Enderlin hergestellt und zeigten oftmals Motive in „goldglänzender barocker Pracht“. Schon kurz nach ihrer Entwicklung setzte ein überregionaler Handel ein, da die Papiere insbesondere für Bucheinbände verwendet wurden. Bronzefirnispapiere wurden im Modeldruckverfahren unter Verwendung eines Bronzefirnisgemischs gedruckt.
Die Nachfrage nach Bronzefirnispapieren währte jedoch nur kurz, da bereits 1699 – ebenfalls in Augsburg – erstmals Brokatpapiere fabriziert wurden, die aufgrund größerer Beliebtheit die Bronzefirnispapiere schon in den ersten Jahrzehnten des 18. Jahrhunderts fast völlig vom Markt verdrängten.
Einbände mit Bronzefirnispapieren haben sich insbesondere in der Staatsbibliothek Bamberg erhalten. Auch in der Buntpapiersammlung des Deutschen Buch- und Schriftmuseums der Deutschen Nationalbibliothek in Leipzig sind über 30 Bronzefirnispapiere nachgewiesen.